# 司博习
司博习（Percy Stevens，1882年5月21日—1966年7月7日）中华圣公会桂湘教区主教（1933年到1949年）。他出生于1882年5月21日，就读于布里斯托尔 Winchester House以及伯肯黑德St Aidan’神学院，1907年接受按立，在普利茅斯开始了神职生涯。他受英国圣公会差会派遣，在中国广西、湖南传教多年，1933年成为桂湘教区第三任主教（1933年到1949年）。1966年7月7日去世。